# Katrin Schmidt (Fußballspielerin)
Katrin Schmidt (* 21. Juni 1986 in Mechernich) ist eine deutsche Fußballspielerin, die seit der Spielzeit 2017 beim Stockholmer Stadtteilverein Stureby FF im Stadtbezirk Enskede-Årsta-Vantör unter Vertrag steht und seit 2016 auch die schwedische Staatsbürgerschaft innehat.

## Karriere

### Vereine
In der Saison 2004/05 absolvierte Schmidt 21 Zweitligaspiele für den in der Vorsaison abgestiegenen FFC Brauweiler Pulheim. Zum umgehenden Wiederaufstieg in die Frauen-Bundesliga steuerte sie 14 Saisontreffer bei und wechselte danach zum Studium in die USA an die Florida State University, wo sie für das dortige Hochschulteam, die Florida State Seminoles, auflief. Zudem spielte Schmidt im Jahr 2008 für den W-League-Teilnehmer Vancouver Whitecaps Women und wechselte zur Saison 2009 nach Schweden zum Zweitligisten Tyresö FF. Mit diesem gelang ihr umgehend der Aufstieg in die Damallsvenskan. Von 2012 bis Ende 2014 stand Schmidt beim FC Rosengård (bis 2013 LdB FC Malmö) unter Vertrag, mit dem sie in der Champions-League-Saison 2011/12 im Viertelfinale am 1. FFC Frankfurt scheiterte. Zur Spielzeit 2015 wechselte sie zum Erstligaaufsteiger Hammarby IF, mit dem sie den sofortigen Wiederabstieg nicht verhindern konnte. Zur Spielzeit 2016 wechselte sie zum Djurgården IF, für den sie in zwei Spielzeiten in 44 Punktspielen vier Tore erzielte; seit 2017 spielt sie für Stureby FF.

### Nationalmannschaft
Schmidt spielte siebenmal für die U17-Nationalmannschaft, für die sie am 8. März 2003 beim 1:1-Unentschieden im Testspiel gegen die Auswahl der Vereinigten Staaten, mit Einwechslung für Katharina Würmseer in der 62. Minute, debütierte. Ihr letztes Länderspiel in dieser Altersklasse bestritt sie am 4. Juli 2003 beim 3:0-Sieg im Testspiel gegen die Auswahl Dänemarks.
Für die U21-Nationalmannschaft kam sie am 18. und 20. Juli 2006 bei den 3:0- und 3:2-Siegen in den Testspielen gegen die Auswahlen Finnlands und Englands zum Einsatz.
Am 7. Dezember 2016 wurde sie von der schwedischen Nationaltrainerin Pia Sundhage für das Trainingscamp der schwedischen Frauen-Nationalmannschaft im Januar 2017 mit Spielen gegen Norwegen und England nominiert. Mit Einwechslung für Jessica Wik in der 75. Minute debütierte sie am 19. Januar 2017 in La Manga bei der 1:2-Niederlage im Testspiel gegen Norwegen.

## Erfolge
- Schwedischer Meister 2013, 2014

## Anmerkung / Einzelnachweise
1. ↑  Berücksichtigt sind nur Saisons in der Damallsvenskan (ab Saison 2010)
2. ↑  Katrin Schmidt: Einst in DFB-Teams, nun Debüt für Schweden auf dfb.de
3. ↑  Schmidt feiert Debüt in Schwedens Team auf weltfussball.de
4. ↑  Vancouver Whitecaps FC – 2008 Statistics (Memento vom 7. März 2014 im Internet Archive), uslsoccer.com (englisch). Abgerufen am 6. März 2014.
5. ↑  svenskfotboll.se: „Schmidt med mot Norge och England“
6. ↑  1-2 mot Norge i årets första landskamp (Memento vom 20. Januar 2017 im Internet Archive), svenskfotboll.se (schwedisch). Abgerufen am 20. Januar 2017.

| Personendaten    | Personendaten             |
| ---------------- | ------------------------- |
| NAME             | Schmidt, Katrin           |
| KURZBESCHREIBUNG | deutsche Fußballspielerin |
| GEBURTSDATUM     | 21. Juni 1986             |
| GEBURTSORT       | Mechernich, Deutschland   |